# نسل چهارم کنسول‌های بازی ویدئویی
در تاریخ بازی‌های ویدیویی نسل چهار کنسول‌های بازی‌های ویدئویی که بیشتر با عنوان عصر ۱۶ بیتی نامیده می‌شود، در ۳۰ اکتبر ۱۹۸۵ با ارائه کنسول توربوگراف‌اکس-۱۶ توسط شرکت ان‌ای‌سی آغاز شد. گرچه ان‌ای‌سی شرکتی بود که نخستین کنسول در این نسل را عرضه نمود، اما رقابت و سلطه بر بازارهای مطبوع، در ادامه دراختیار سگا و نینتندو قرار گرفت. سگا با کنسول سگا مگا درایو و نینتندو با سوپر نینتندو انحصار بازارها و رقابت در این عرصه را به شکلی جدی ادامه دادند.

نینتندو با اتکا به تجربهٔ بسیار موفق خود در نسل سوم کنسول‌های بازی ویدئویی توانست به خوبی این موفقیت را تداوم بخشیده و بازارهای بزرگ و معتبری را برای خود ایجاد کند. ازسویی دیگر شرکت سگا، با اتکا به تجارب پیشین و نوآوری‌های ارزنده‌ای چون بازی سونیک خارپشت توانست تا رقابت تنگاتنگی با نینتندو داشته باشد. گرچه سونیک محبوبیت فراوانی را کسب کرد، اما رقیبی بسیار قدرتمند به نام ماریو همواره دربرابر او قرار داشت. این بازی‌ها محبوبیت گسترده‌ای در سطح جهانی پیدا کرده و ادامه‌هایی نیز برای آن‌ها ساخته شد.

کنسول‌های نسل چهارم با رسانهٔ کارتریج سرگرمی را برای مخاطبان خود ایجاد می‌کردند. همچنین به همراه کنسول‌های این نسل، افزونه‌هایی نیز ارائه شد. مانند سگا سی‌دی که افزونه‌ای برای استفاده از لوح فشرده مخصوص در کنسول سگا مگا درایو بود.

## مقایسه
| نام                     | توربوگراف‌اکس-۱۶ | مگا درایو                                                                                      | نئو زئو                                                                                   | سوپر نینتندو                                                                           |
| ----------------------- | --- | ---------------------------------------------------------------------------------------------- | ----------------------------------------------------------------------------------------- | -------------------------------------------------------------------------------------- |
| کنسول                   | |                                                                                                |                                                                                           |                                                                                        |
| قیمت در زمان عرضه (USD) | US$۲۴۹٫۹۹ | US$۱۹۰٫۰۰                                                                                      | US$۶۴۹٫۹۹ (ویرایش طلایی) US$۳۹۹٫۹۹ (ویرایش نقره‌ای)                                        | US$۱۹۹٫۹۹                                                                              |
| تاریخ عرضه              | |                                                                                                |                                                                                           |                                                                                        |
| رسانه                   | HuCard لوح فشرده (افزونه)                                                                                                   | کارتریج لوح فشرده (مگا سی‌دی افزونه) Data card (Power Base Converter افزونه)                    | کارتریج لوح فشرده (Neo Geo CD - was released as a separate system) Data card (اروپا/ژاپن) | کارتریج Magnetic disc (فقط در زاپن) لوح فشرده (Aborted add-on) Floptical (فقط در زاپن) |
| پرفروش‌ترین بازی‌ها       | Bonk's Adventure | سونیک خارپشت ۲ (۱۶-بیتی), ۶ میلیون(as of June 2006)                                            | Samurai Shodown                                                                           | سوپر ماریو وورلد, ۲۰ میلیون(as of June 25, 2007)                                       |
| سازگاری عقبرو           | ندارد | سگا مستر سیستم (بااستفاده Power Base Converter)                                                | ندارد                                                                                     | گیم بوی (با استفاده Super Game Boy)                                                    |
| امکانات                 | - TurboGrafx-۱۶#TurboGrafx-CD\|TurboGrafx-CD - TurboTap - TurboStick - Super System Card - TurboBooster - TurboBooster Plus | - سگا مگا سی‌دی - Sega 32X - Mouse - Menacer - Power Base Converter - Sega Activator - Multitap | - Neo Geo Controller Pro - Neo Geo Memory Card - Neo Geo CD                               | - Super Scope - Multitap - Super Game Boy - SNES Mouse - Super Advantage               |
| پردازشگر                | HuC6280A (modified 65SC02) ۱٫۷۹ or 7.16 MHz                                                                                 | موتورولا ۶۸۰۰۰ ۷٫۶۷ MHz (7.61 MHz PAL) Zilog Z۸۰ ۳٫۵۸ MHz                                      | Motorola ۶۸۰۰۰ ۱۲ MHz Zilog Z۸۰ ۴ MHz                                                     | ۶۵C816) ۳٫۵۸ MHz (3.55 MHz PAL)                                                        |
| حافظه                   | ۸ KiB work RAM ۶۴ KiB video RAM                                                                                             | ۶۴ KiB main RAM ۶۴ KiB video RAM ۸ KiB audio RAM                                               | ۶۴ KiB main RAM ۷۴ KiB video RAM ۲ KiB audio RAM                                          | ۱۲۸ KiB main RAM ۶۴ KiB video RAM ۶۴ KiB audio RAM                                     |

## پرفروش‌ترین‌ها
| Console                               | Units sold |
| ------------------------------------- | --- |
| سوپر نینتندو                          | ۴۹٫۱۰ میلیون |
| مگا درایو                             | ۴۰ میلیونUnited States: 20 million, Rest of the world: 15 million, Tec Toy: 2 million, Majesco: 2 million, سگا نومد: ۱ million |
| توربوگراف‌اکس-۱۶                       | ۱۰ میلیون |
| مگا سی‌دی (افزونه سگا مگا درایو/جنسیس) | ۶ میلیون |
| سگا ۳۲X (افزونه سگا مگا درایو/جنسیس)  | ۶۶۵٬۰۰۰ (تا ۱۹۹۴) |
| سی‌دی-آی                               | ۵۷۰٬۰۰۰ |